# Time and Silence - Canzoni a raccolta
Time and Silence - Canzoni a raccolta è una raccolta del cantautore italiano Ivano Fossati, pubblicata nel 1998.

## Tracce
Testi e musiche di Ivano Fossati.
1. Il talento delle donne (Time and Silence)[1] – 5:33
2. La musica che gira intorno – 3:54
3. Ventilazione – 4:11
4. Panama[2] – 6:09
5. Buontempo – 3:45
6. La pianta del tè – 5:49
7. Italiani d'Argentina – 4:47
8. Unica rosa – 2:22
9. Discanto – 4:33
10. La canzone popolare – 4:21
11. Mio fratello che guardi il mondo – 5:05
12. Notturno delle tre – 4:36
13. Labile – 4:36
14. Una notte in Italia[2] – 4:13
15. Cow boys – 1:41

## Musicisti

### Artista
- Ivano Fossati:

### Altri musicisti
- Pete Winglield:
- Marco Colombo:
- Claudio Pascoli:
- Armando Corsi:
- Phil Palmer:
- Riccardo Tesi:
- Ars antiqua:
- Bernardo Lanzetti:
- Flavio Boltro:
- Lucio Bardi:
- Andy Brown:
- Elio Rivagli:
- Edoardo Lattes:
- Domenico De Maria:
- Walter Keiser:
- Carlo Fava:
- Naco:
- Silvio Pozzolu:
- Trilok Gurtu:
- Mario Arcari:
- Uña Ramos:
- Luis Jardim:
- Vincenzo Zitello:
- Gilberto Martellieri:
- Guido Guglielminetti:
- Maria Caruso:
- Naimi Hackett:
- Tony Levin:
- Federico Sanesi:
- Guy Barker:
- Renato Cantele:
- Claudio Fossati:
- Alan Douglas:
- Giambattista Lizzori"Giamba":
- Stefano Melone:
- Antonella Melone:
- Marti Jane robertson:
- Allan Goldberg:
- Dario Caglioni:
- Pete Van Hooke:
- Lalla Francia:
- Nguyen Le:
- Bruce Baxter:
- Vocinblù: cori
- Richard Niles: